# Kirche von Björke

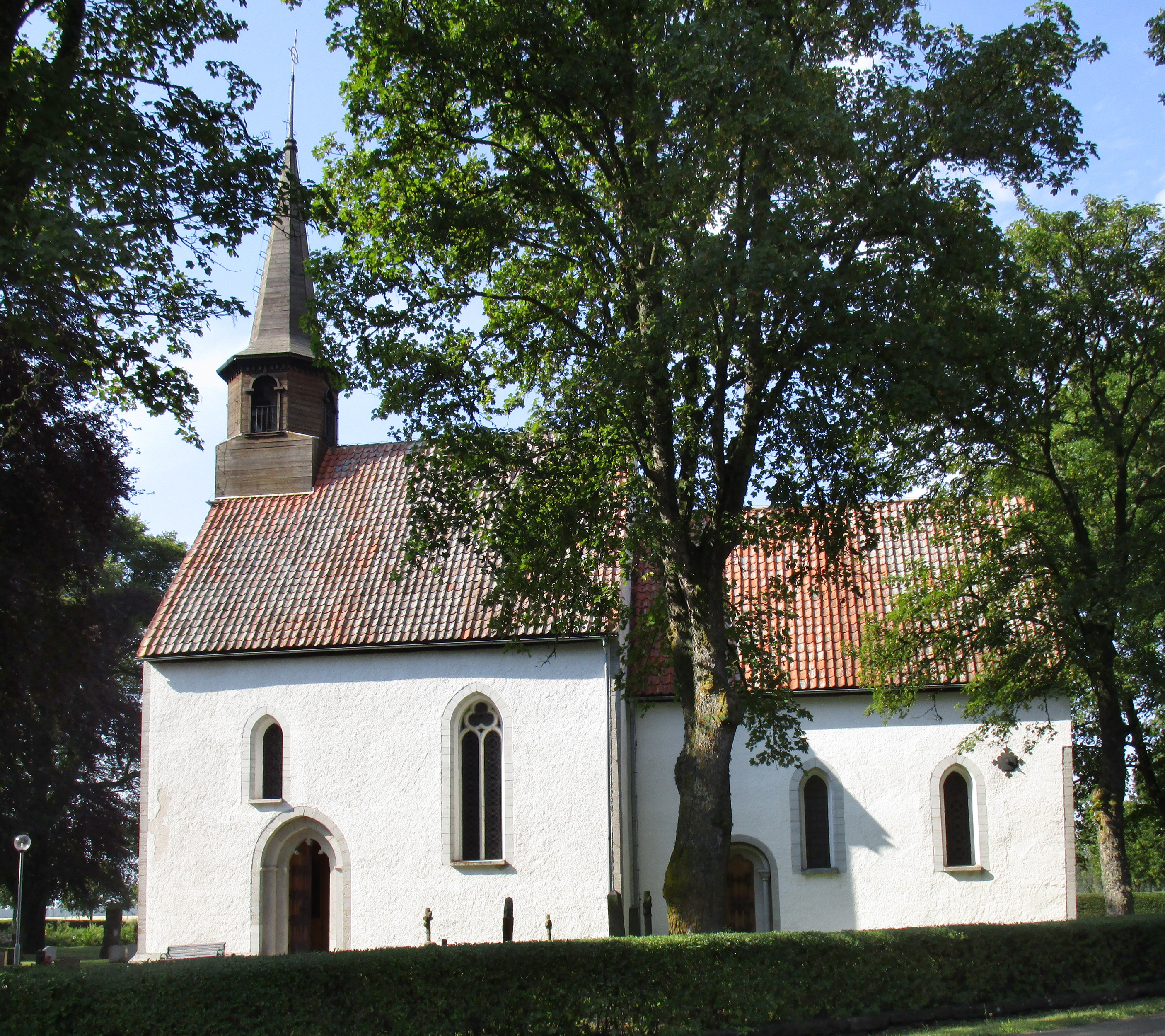
Kirche von Björke

Die Kirche von Björke (schwedisch Björke kyrka) ist eine Landkirche auf der schwedischen Insel Gotland. Sie gehört zur Kirchengemeinde (schwedisch församling) Björke im Bistum Visby.

## Lage
Die Kirche liegt im Landesinnern von Gotland zwischen den Straßen 142 und 143, 16 km südlich von Visby, 2 km südlich von Roma und 30 km nördlich von Hemse. Sie liegt in einem kleinen Laubwald. Der Ort Roma gehört teilweise zum Kirchspiel Björke und teilweise zum Kirchspiel Roma.

## Kirchengebäude
Die Kirche besteht aus einem fast kubischen Langhaus und im Osten davon aus einem kleineren, langen gerade abschließenden Chor von fast derselben Länge wie das Langhaus. Er hat eine angebaute Sakristei im Norden. Die Kirche ist aus weißverputztem Kalkstein und hat ein ziegelgedecktes Satteldach. Ein kleiner, holzverkleideter Dachreiter befindet sich über dem westlichen Teil des Langhauses. Der Haupteingang der Kirche befindet sich in der Südfassade des Langhauses, aber es gibt auch Portale auf der Nordseite des Langhauses und der Südseite des Chores. Der Innenraum der Kirche ist überwölbt. Der Chor hat zwei Gewölbe und das Langhaus hat vier Gewölbe mit einer zentralen Säule. Der älteste Teil der Kirche ist der westliche Teil des Chors mit einem romanischen Portal vom Anfang des 13. Jahrhunderts. In der Mitte des 13. Jahrhunderts wurde das Langhaus errichtet, das in seiner Westmauer einen zugemauerten Turmbogen zu dem geplanten, aber niemals gebauten Turm aufweist. In der Mitte des 14. Jahrhunderts wurde die frühere Apsis im Osten abgerissen und der Chor auf die doppelte Länge erweitert. Die Sakristei kam 1860 dazu. Der kleine Dachreiter hat eine für Gotland merkwürdige Form mit durch das Mittelalter inspirierten klassizistischen Details. Der stimmungsvolle Innenraum wird durch eine umfassende Restaurierung von 1910 bis 1912 geprägt, als unter anderem die Fenster ihre heutige Form, die mittelalterliche Formen imitiert, erhielten. Die Glasmalereien im Ostfenster sind von 1910, aber das mittelalterliche Maßwerk ist noch erhalten.

## Ausstattung
- Ein Kreuz und der Taufstein stammen aus dem 13. Jahrhundert.
- Ein Sakramentshaus ist aus dem 14. Jahrhundert.
- Die Kanzel ist eine der ältesten auf Gotland und stammt von 1594. Baldachin und Treppe sind von 1745.
- Die Orgel wurde 1909 von Eskil Lundén aus Göteborg gebaut. Sie hat elf Register und zwei Manuale und Pedal.

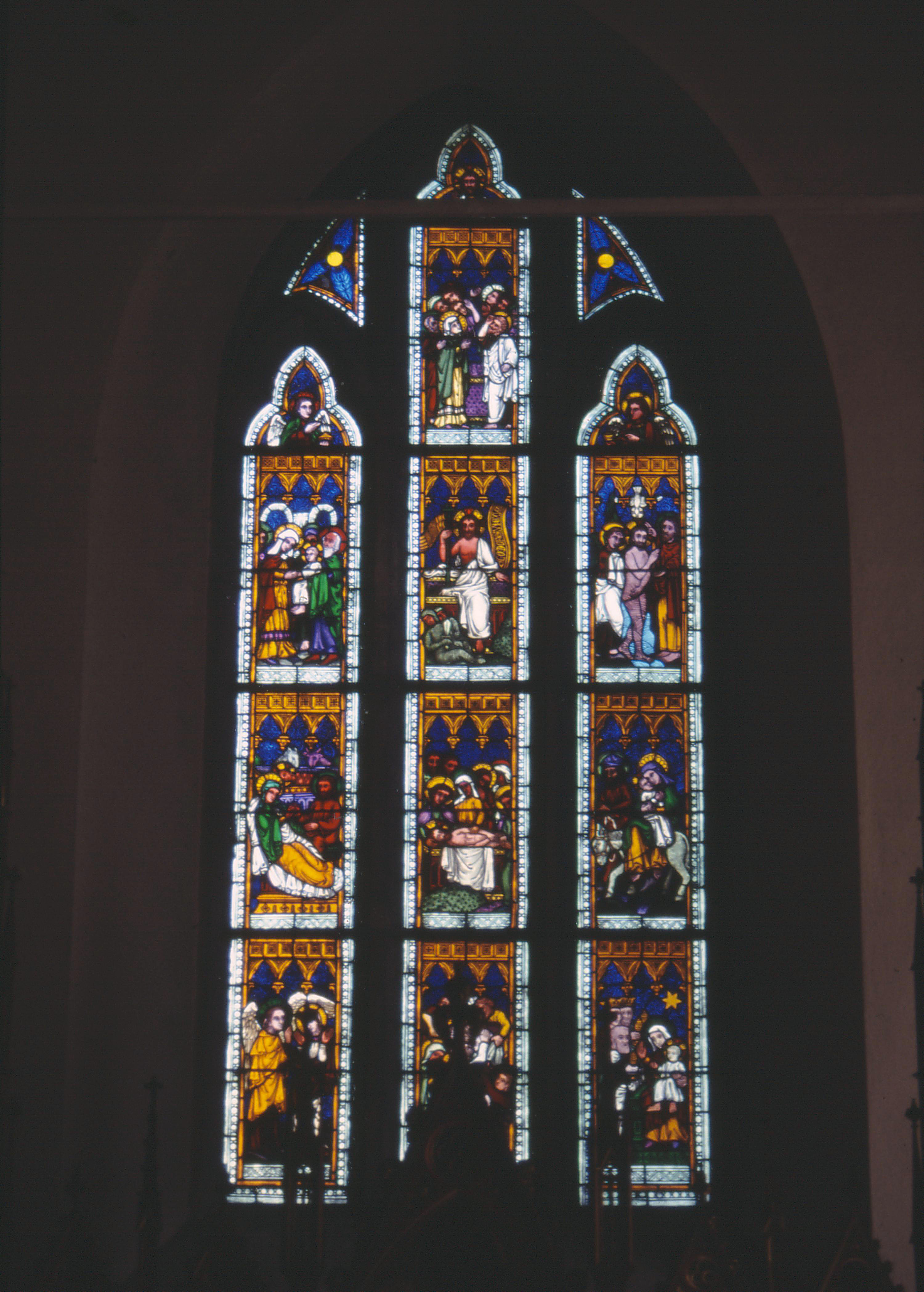
Kirchenfenster
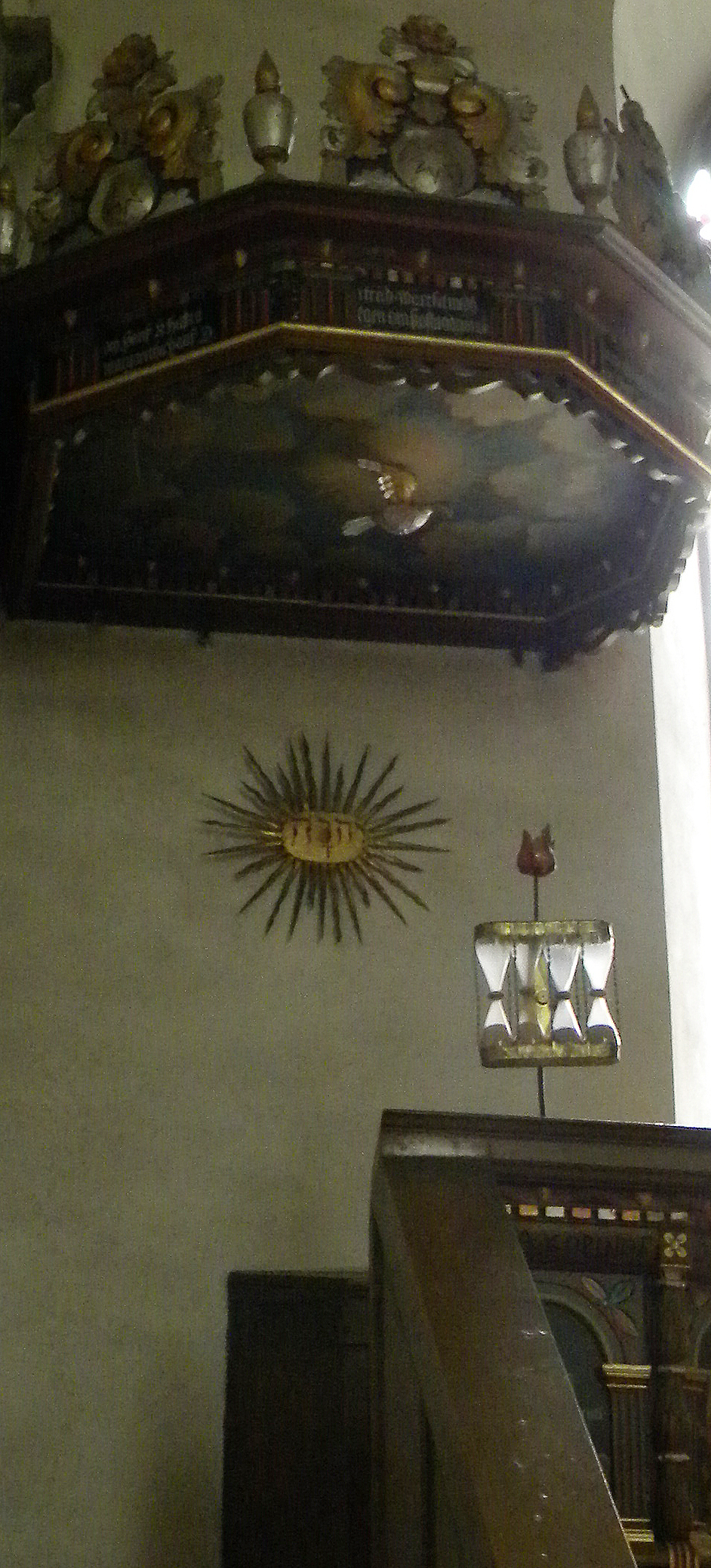
Kanzel